# Simlai
R. Simlai (Simlaj, auch: Samlai), Sohn des Abba, war ein besonders in der Haggada bewanderter jüdischer Gelehrter des Altertums, wird zu den palästinischen Amoräern der zweiten Generation gezählt und lebte und wirkte im dritten nachchristlichen Jahrhundert.
Er stammte aus Nehardea, wohnte dann in Lydda, später in Galiläa bei Jannai in Sepphoris.
Aufgrund seiner Zeit in Lydda hatte er auch den Beinamen Lyddenser oder Daromäer (hebr. darom, „Süden“).
Wegen seiner hervorragenden Schriftkenntnisse war er prädestiniert zur Auseinandersetzung mit dem Christentum und argumentierte besonders gegen die Trinität.
Am bekanntesten ist sein Ausspruch, die Tora bestehe aus 613 Ge- und Verboten. David habe sie auf elf reduziert (Psalm 15 ), Jesaja auf sechs (Jesaja 33,15 ), Micha auf drei (Micha 6,8 ), erneut Jesaja auf zwei (Jesaja 56,1 ) und Habakuk schließlich auf eines:

„Der Gerechte aber wird durch seinen Glauben leben.“

Simlais Tradent ist R. Tanchum bar Chijja.